# Исмей, Гастингс Лайонел
Гастингс Лайонел Исмей, 1-й барон Исмей (англ. Hastings Lionel Ismay, 1st Baron Ismay; 21 июня 1887, Найнитал, Британская Индия — 17 декабря 1965, Бродвей, Вустершир, Великобритания) — британский военный и политический деятель, генерал. Министр по делам Содружества в 1951—1952 годах. Первый генеральный секретарь НАТО. Занимал эту должность в 1952—1957 годах.

## Биография
Родился в Найнитале, Индия, учился в привилегированной лондонской школе Чартерхаус и Королевском военном училище в Сандхерсте. После выпуска из училища был офицером в индийской армии, в 21-м кавалерийском полку принца Альберта Виктора, затем воевал в составе верблюжьего корпуса в Британском Сомали. С 1925 года — помощник секретаря Комитета обороны Империи. Получил звание подполковника и был военным секретарём у 1-го маркиза Уиллингдона, вице-короля Индии, в 1936 году возвращается заместителем секретаря в Комитет обороны Империи, в 1938 году, становится его секретарём.
Во время Второй мировой войны после назначения У. Черчилля премьер-министром в мае 1940 года стал начальником его личного штаба и одновременно заместителем по военным вопросам секретаря «военного кабинета», был связующим звеном между Черчиллем и высшим британским военным руководством, поддерживал связь с представителями командования Армии США, участвовал в работе нескольких межсоюзнических конференций.
Генералу Исмею приписывается высказывание о целях создания НАТО: «не допускать СССР в Европу, обеспечивать в ней американское присутствие и сдерживать Германию».